# (2569) Madeline
(2569) Madeline (1980 MA; 1951 WF2; 1953 EM; 1963 NB) ist ein ungefähr 26 Kilometer großer Asteroid des mittleren Hauptgürtels, der am 18. Juni 1980 vom US-amerikanischen Astronomen Edward L. G. Bowell am Lowell-Observatorium, Anderson Mesa Station (Anderson Mesa) in der Nähe von Flagstaff, Arizona (IAU-Code 688) entdeckt wurde.

## Benennung
(2569) Madeline wurde nach der Heldin im Gedicht The Eve of St. Agnes des Autors John Keats aus dem Vereinigten Königreich benannt. Der Legende nach sollten tugendhafte junge Mädchen, die am Abend vor dem Sankt Agnes-Tag (21. Januar) die richtigen Zeremonien durchführen, in dieser Nacht von ihren zukünftigen Ehemännern träumen. Die Benennung wurde vom US-amerikanischen Astronomen Frederick Pilcher vorgeschlagen.